# Gruppo mostro
In matematica, e in particolare in teoria dei gruppi, il gruppo mostro M (o IM o gruppo di Fischer-Griess) è un gruppo finito di ordine
   246 · 320 · 59 · 76 · 112 · 133 · 17 · 19 · 23 · 29 · 31 · 41 · 47 · 59 · 71
= 808017424794512875886459904961710757005754368000000000
≈ 8 · 1053.
Si tratta di un gruppo semplice che quindi non ha nessun sottogruppo normale eccetto quelli composti dal solo elemento identità e dal gruppo M stesso.
I gruppi semplici finiti sono stati interamente classificati: ci sono 18 famiglie infinite numerabili di gruppi semplici finiti, più 26 gruppi sporadici che non seguono nessuna struttura apparente. Il gruppo mostro è il più grande fra i gruppi sporadici.

## Esistenza e unicità
Il gruppo mostro fu previsto da Bernd Fischer e Robert Griess nel 1973, e fu costruito da Griess nel 1980 come gruppo di automorfismi dell'algebra di Griess, un'algebra di 196 884 dimensioni, commutativa e non associativa. In seguito John Conway riuscì a semplificarne la costruzione. 
I lavori di Griess e Conway dimostrarono che il gruppo M esiste, mentre la sua unicità fu mostrata da John G. Thompson come conseguenza dell'esistenza di una rappresentazione fedele di 196 883 dimensioni. Una prova dell'esistenza di tale rappresentazione fu annunciata da Simon P. Norton nel 1982, ma non vennero pubblicati i dettagli. La prima dimostrazione documentata dell'unicità del gruppo mostro fu data nel 1990 da Griess, Meierfrankenfeld e Segev.
I caratteri del gruppo M furono calcolati, già nel 1979, ancor prima, quindi, che fossero dimostrate la sua esistenza e la sua unicità. Il metodo di calcolo si è basato sull'assunto che il grado minimo di una rappresentazione fedele è 196 883.

## Nella congettura del Monstrous moonshine
Il gruppo mostro risulta il gruppo più importante per la cosiddetta congettura del Monstrous moonshine che stabilisce un profondo collegamento fra la matematica discreta e la non discreta, congettura dimostrata da Richard Borcherds nel 1992.
In questo ambito il gruppo mostro gioca il ruolo di gruppo degli automorfismi del modulo mostro, un'algebra di operatori di vertice avente infinite dimensioni che contiene l'algebra di Griess e che agisce sull'algebra di Lie Monster, struttura questa che è un'algebra di Kac-Moody generalizzata.

## Costruzione mediante computer
Robert A. Wilson ha esplicitamente trovato (con l'aiuto di un calcolatore elettronico) due matrici quadrate 196882 × 196882 sul campo di due elementi, che generano il gruppo M. Tuttavia, effettuare i calcoli con queste due matrici è troppo oneroso in termini di tempo e di spazio di memoria; quindi, Wilson e i suoi collaboratori hanno messo a punto un metodo più veloce che permette di effettuare i calcoli necessari.
Sia V uno spazio vettoriale 196882-dimensionale nel campo di due elementi, e sia H un ampio sottogruppo (preferibilmente un sottogruppo massimale) di M, scelto in modo tale che sia facile effettuarvi i calcoli. Il sottogruppo scelto è 
31+12.2.Suz.2, dove Suz indica il gruppo di Suzuki. Gli elementi del gruppo M sono immagazzinati come termini negli elementi di H e di un generatore aggiuntivo T. È ragionevolmente veloce calcolare l'azione di uno di questi termini su un vettore in V. Usando questo metodo è possibile effettuare i calcoli (dell'ordine di grandezza di un elemento del Mostro). Wilson ha mostrato che i vettori u e v che soddisfano la stabilità sono gruppi banali; di conseguenza si può calcolare (ad esempio) il periodo di un elemento g del gruppo M trovando il più piccolo esponente positivo i tale che giu = u e giv = v.
Questa costruzione e altre simili (in differenti caratteristiche) sono state impiegate per provare alcune interessanti proprietà del Mostro (per esempio per trovare alcuni dei suoi sottogruppi non localmente massimali).